# Grynig lundlav
Grynig lundlav (Bacidia biatorina) är en lavart som först beskrevs av Körb., och fick sitt nu gällande namn av Vain. Grynig lundlav ingår i släktet Bacidia och familjen Ramalinaceae.  Arten är reproducerande i Sverige. Inga underarter finns listade i Catalogue of Life.